# كيث آدمسون
كيث آدمسون (بالإنجليزية: Keith Adamson)‏ (3 يوليو 1945 في المملكة المتحدة - ) هو لاعب كرة قدم بريطاني في مركز الهجوم. لعب مع نادي بارنسلي ونادي سكاربورو وتولو تاون ‏.